# Рангсдорф
Рангсдорф (нем. Rangsdorf) — община в Германии, в земле Бранденбург. Входит в состав района Тельтов-Флеминг. (2007). Занимает площадь 33,72 км².
Община подразделяется на 3 сельских округа.

## Население
| Год  | Население |
| ---- | --------- |
| 1990 | 5 905     |
| 1995 | 6 297     |
| 2000 | 8 303     |
| 2005 | 9 545     |
| 2010 | 10 515    |
| 2015 | 10 848    |
| 2020 | 11 423    |

## Фотографии

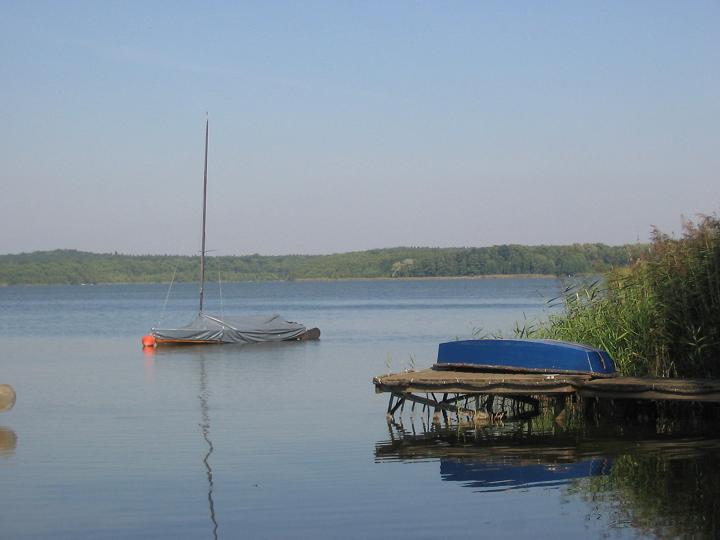
Рангсдорферское озеро
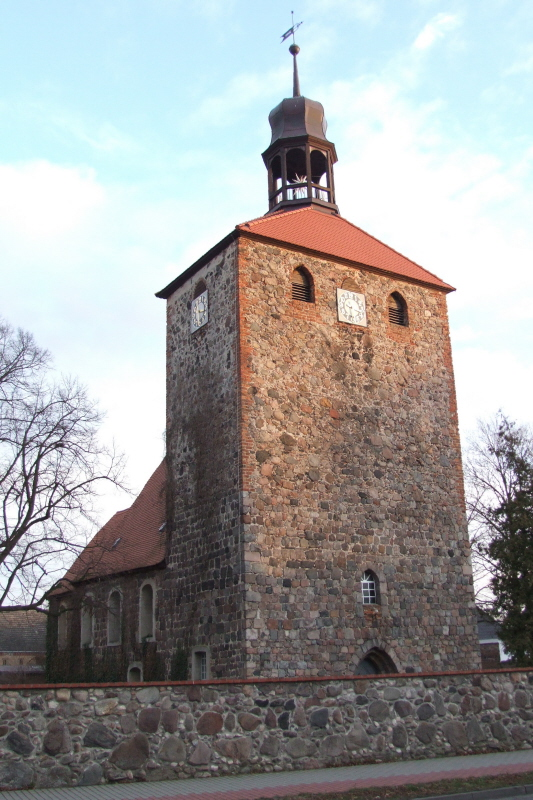
Кирха в Большом Махнове
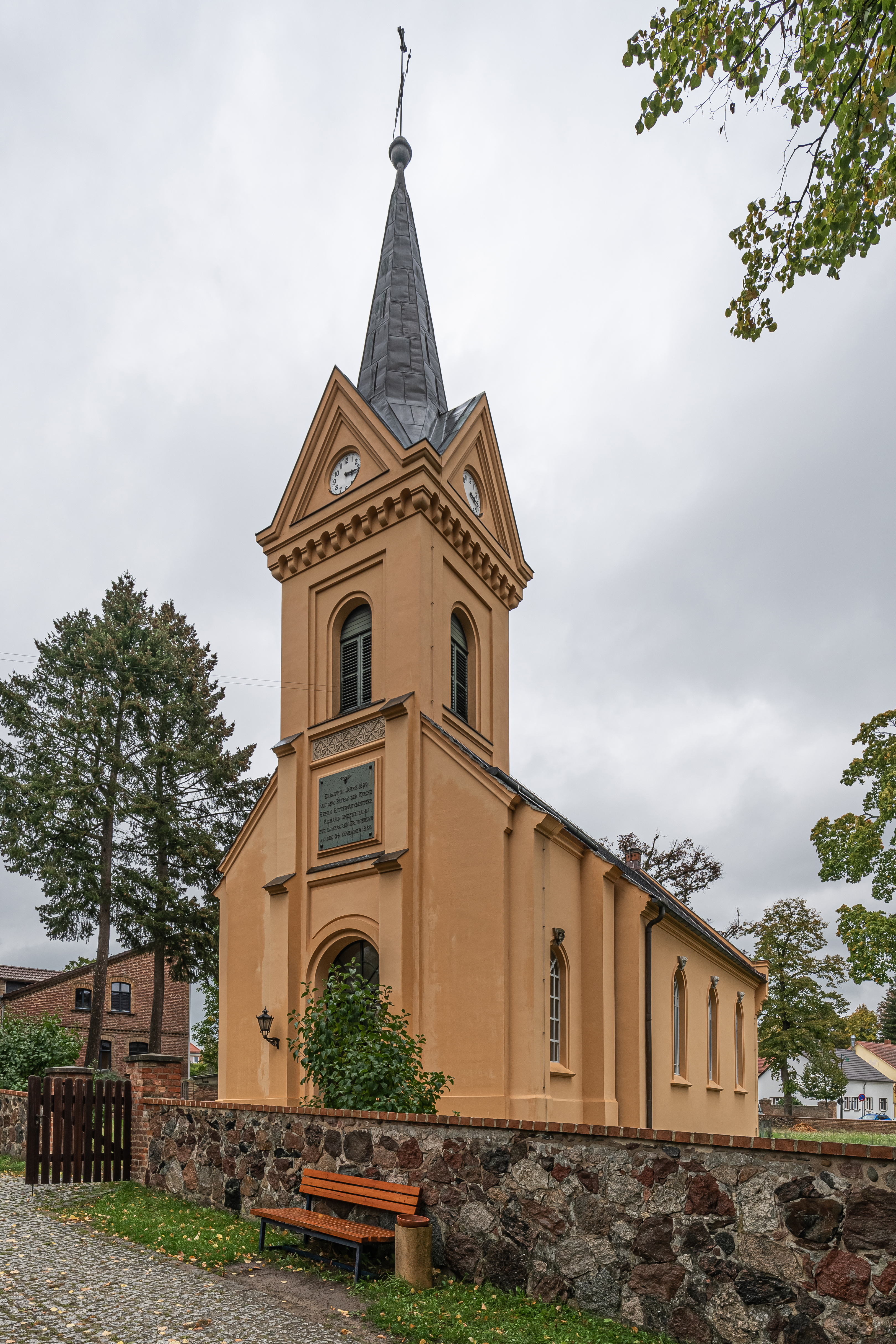
Кирха в Рангсдорфе